# Copa de Portugal 1945-46
La copa de Portugal 1943-44 fue la octava temporada de la copa de Portugal, torneo nacional organizado por la Federación Portuguesa de Fútbol (FPF). En esta edición participaron 16 clubes clubes de primera y segunda división. La temporada 1946-47 no fue celebrada.
La final se jugó el 30 de junio de 1946 entre el Sporting de Lisboa y Atlético Clube de Portugal. El campeón del certamen fue el Sporting  después de haber ganado 4-2 con dos goles de Peyroteo, uno de Sidónio y otro de Albano, en el estadio do Lumiar, Lisboa. Fue el tercer título de Sporting.

## Equipos participantes
Todos los equipos:
| - Associação Académica de Coimbra - Atlético Clube de Portugal - Clube de Futebol Os Belenenses - Sport Lisboa e Benfica - Boavista Futebol Clube - Sport Lisboa e Elvas - Sporting Clube Olhanense - União Desportiva Oliveirense | - Futebol Clube do Porto - Sporting Clube de Portugal - Vitória Sport Clube - Vitória Futebol Clube - Grupo Desportivo Estoril Praia - Futebol Clube Famalicão - Portimonense Sporting Clube - Clube de Futebol União de Coimbra |

## Rondas eliminatorias

### Primera ronda
| Atlético CP           | 2 de junio de 1946 | 2-1 | GD Estoril Praia    |
| SL Benfica            | 2 de junio de 1946 | 3–0 | Os Belenenses       |
| Boavista FC           | 2 de junio de 1946 | 3–2 | CF União de Coimbra |
| SL Elvas              | 2 de junio de 1946 | 5-1 | UD Oliveirense      |
| FC Famalicão          | 2 de junio de 1946 | 3-2 | SC Olhanense        |
| FC Porto              | 2 de junio de 1946 | 7–1 | Vitória Setúbal     |
| Sporting CP           | 2 de junio de 1946 | 6–3 | Académica           |
| Vitória Guimarães     | 2 de junio de 1946 | 5-0 | Portimonense SC     |
| Estadísticas finales. |                    |     |                     |

### Cuartos de final
| Sporting CP           | 9 de junio de 1946 | 5–1 | Vitória Guimarães |
| FC Porto              | 9 de junio de 1946 | 3–0 | Boavista FC       |
| FC Famalicão          | 9 de junio de 1946 | 4-3 | SL Elvas          |
| Atlético CP           | 9 de junio de 1946 | 3-2 | SL Benfica        |
| Estadísticas finales. |                    |     |                   |

### Semifinal
| Sporting CP           | 23 juin 1946 | 11–0 | FC Famalicão |
| Atlético CP           | 23 juin 1946 | 2-1  | FC Porto     |
| Estadísticas finales. |              |      |              |

### Final
| 30 de junio de 1946 | Sporting de Lisboa                          | 4 - 2   | Atlético Clube de Portugal       | Estadio do Lumiar, Lisboa |                       |
|                     | Peyroteo 15, 30' - Sidónio 20' - Albano 40' | Reporte | Rogério Simões 38' - Marques 88' | Árbitro(s): José Lira     | Árbitro(s): José Lira |